# Balta Sánchez
Baltasar Sánchez Martín, más conocido como Balta (Santander, España, 9 de mayo de 1962), es un exfutbolista y entrenador de fútbol español. En 2011 dirigió a la UD Salamanca, mientras que desde 2009 ejerció de director deportivo en el club salmantino tras la salida de Miguel Montes Torrecilla. En la temporada 2014-2015 es contratado a falta de 3 jornadas para intentar salvar al Zamora CF. No lo consigue. El Zamora CF desciende a Tercera División. Es renovado en el cargo con el objetivo de devolver al equipo a la categoría de bronce. En la temporada siguiente, consigue clasificar al equipo como primero de grupo para el playoff de ascenso tras un año en la liga regular exitoso estando media vuelta sin perder y consiguiendo varios récords, pero de manera inesperada y sorprendente, pierde la primera eliminatoria contra el Atlético Mancha Real. Tras otra derrota en la ida de la siguiente eliminatoria contra la UD Mutilvera termina sus servicios en el Zamora CF.

## Trayectoria como futbolista y entrenador
| Club           | País   | Año       |
| -------------- | ------ | --------- |
| UD Salamanca B | España | 1993-1995 |
| UD Salamanca   | España | 1995-2003 |
| Zamora CF      | España | 2003-2006 |
| Logroñés CF    | España | 2006-2008 |
| UD Salamanca   | España | 2011      |
| Zamora CF      | España | 2015-2016 |
| Palencia CF    | España | 2020- ?   |

### Director deportivo
| Club         | País   | Año       |
| ------------ | ------ | --------- |
| UD Salamanca | España | 2009-2012 |

- Datos: Q8240904